# Charles D. Franklin

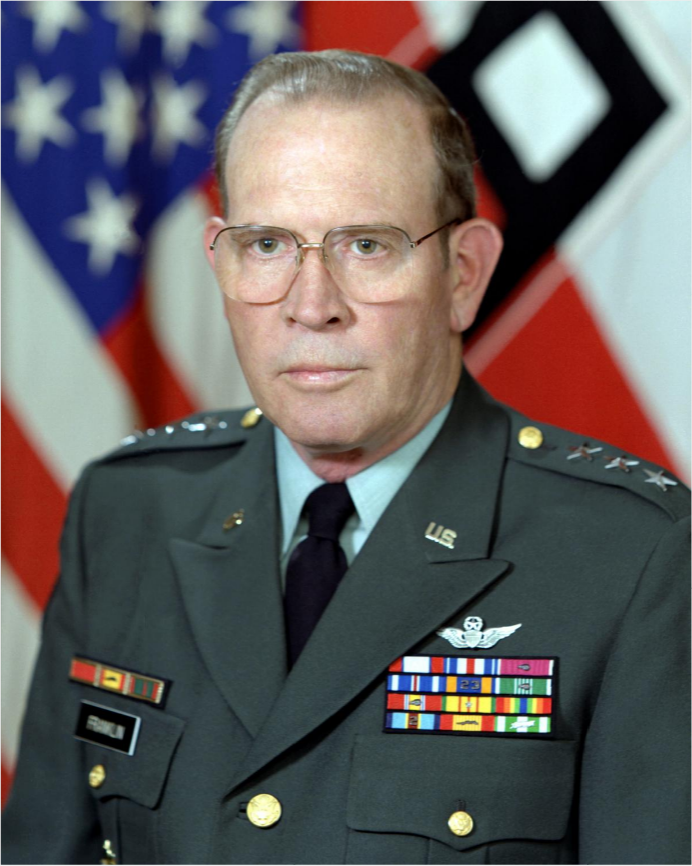
Charles D. Franklin (1984)

Charles D. Franklin (* 11. Dezember 1931 in Hugo, Camden County, Missouri; † 16. März 1992 in Fairfax, Virginia) war ein Generalleutnant der United States Army.
Charles Franklin war ein Sohn von Charles Jewell Lewis Franklin (1907–2006) und dessen Frau Eathel Flow Shipman (1912–1993). Er besuchte die öffentlichen Schulen seiner Heimat und studierte danach an der University of Missouri das Fach Landwirtschaft. Über das Reserve Officer Training Corps gelangte er in das Offizierskorps des US-Heeres. Im Jahr 1953 wurde er als Leutnant der Artillerie zugeteilt. In der Armee durchlief er anschließend alle Offiziersränge bis zum Dreisterne-General.
Während seiner langen Laufbahn im Militärdienst absolvierte er verschiedene Kurse und Schulungen. Dazu gehörten der Field Artillery Officer Basic Course, der Field Artillery Officer Advanced Course, das Command and General Staff College und das United States Army War College. Er nahm sowohl am Koreakrieg als auch am Vietnamkrieg teil. Dort war er unter anderem als Hubschrauberpilot und Bataillonskommandeur eingesetzt.
Zwischen den Kriegen und nach seiner Zeit in Vietnam diente Franklin an verschiedenen Standorten, unter anderem in Deutschland. Zudem bekleidete er einige Stellen als Stabsoffizier. Später übernahm er das Kommando über die Artillerie der 9. Infanteriedivision. Danach wurde er Stabschef der Division. Anschließend diente er als Stabsoffizier im Heeresministerium. Zwischen 1984 und 1987 hatte Charles Franklin das Kommando über die 1. Armee.
Anschließend ging er in den Ruhestand, den er im Großraum um Washington, D.C. verbrachte. Dort engagierte er sich unter anderem im sozialen Bereich, insbesondere im Bildungsbereich. Eines seiner Anliegen war die Chancengleichheit für Minderheiten und Frauen. Charles Franklin starb am 16. März 1992 in Fairfax in Virginia und wurde auf dem Nationalfriedhof Arlington beigesetzt.

## Orden und Auszeichnungen
Charles Franklin erhielt im Lauf seiner militärischen Laufbahn unter anderem folgende Auszeichnungen:
- Army Distinguished Service Medal
- Silver Star
- Legion of Merit
- Distinguished Flying Cross
- Air Medal
- Army Commendation Medal
- Meritorious Unit Commendation
- National Defense Service Medal
- Vietnam Service Medal
- Kategorie:Träger der Army Commendation Medal
- Army Service Ribbon
- Army Overseas Service Ribbon
- Gallantry Cross (Südvietnam)
- Civil Actions Medal (Südvietnam)
- Vietnam Campaign Medal (Südvietnam)
- United States Aviator Badge
- Army Staff Identification Badge